# Сутора золотиста
Суто́ра золотиста (Suthora verreauxi) — вид горобцеподібних птахів родини суторових (Paradoxornithidae). Мешкає в Південно-Східній Азії. Вид названий на честь французького орнітолога Жюля Верро.

## Опис
Довжина птаха становить 10-12 см, враховуючи довгий, східчастий хвіст. Верхня частина тіла і боки жовтувато-охристі, голова і спина більш яскраві. Обличчя темне, над очима короткі білуваті "брови", під дзьобом широкі білі "вуса". Горло чорне, нижня частина тіла білувата махові пера чорнуваті, стернові пера на кінці чорнуваті. Дзьоб короткий, міцний, рожевуватий, очі чорні.

## Підвиди
Виділяють чотири підвиди:
- S. v. craddocki Bingham, 1903 — північно-східна М'янма, південний Китай (північний схід Гуансі), північний Лаос і північно-західний В'єтнам;
- S. v. verreauxi Sharpe, 1883 — південь центрального Китаю (від східного Цинхаю до Сичуаню і північного Юньнаню);
- S. v. pallida La Touche, 1922 — південно-східний Китай (північно-західний Фуцзянь);
- S. v. morrisoniana Ogilvie-Grant, 1906 — Тайвань.

## Поширення і екологія
Золотисті сутори мешкають в М'янмі, Китаї, Лаосі, В'єтнамі та на Тайвані. Вони живуть у вологих гірських тропічних лісах та в бамбукових заростях. Зустрічаються парами або невеликими зграйками до 10 птахів, на висоті від 1000 до 3050 м над рівнем моря. Живляться комахами та їх личинками, а також насінням.